# Wimbledon Championships 1952
Die 66. Auflage der Wimbledon Championships fand 1952 auf dem Gelände des All England Lawn Tennis and Croquet Club an der Church Road statt.
Zum ersten Mal erreichten sowohl bei den Herren als auch bei den Damen alle acht topgesetzten Spieler das Viertelfinale.

## Herreneinzel
Bei den Herren siegte Frank Sedgman. Im Finale setzte er sich gegen den für Ägypten startenden Jaroslav Drobný durch.

## Dameneinzel
Bei den Damen siegte die erst 15-jährige Maureen Connolly.

## Herrendoppel
Ken McGregor und Frank Sedgman verteidigten den Titel im Herrendoppel.

## Damendoppel
Shirley Fry und Doris Hart siegten, wie bereits im Vorjahr, im Damendoppel.

## Mixed
Im Mixed gelang Doris Hart und Frank Sedgeman ebenfalls die Titelverteidigung.

## Quelle
- J. Barrett: Wimbledon: The Official History of the Championships. HarperCollins Publishers, London 2001, ISBN 0-00-711707-8.